# Lyubinci (Rankovce)
Lyubinci (macedónul: Љубинци) település Észak-Macedóniában, a Északkeleti körzetben, Rankovce községben.

## Népesség
| Lakosok száma | 255  | 295  | 250  | 193  | 136  | 141  | 144  | 164  | 131  |
|               | 1948 | 1953 | 1961 | 1971 | 1981 | 1991 | 1994 | 2002 | 2021 |

- 2002-ben 164 lakosa volt, akik közül 163 macedón és 1 egyéb.